# انجمن ایران و آمریکا

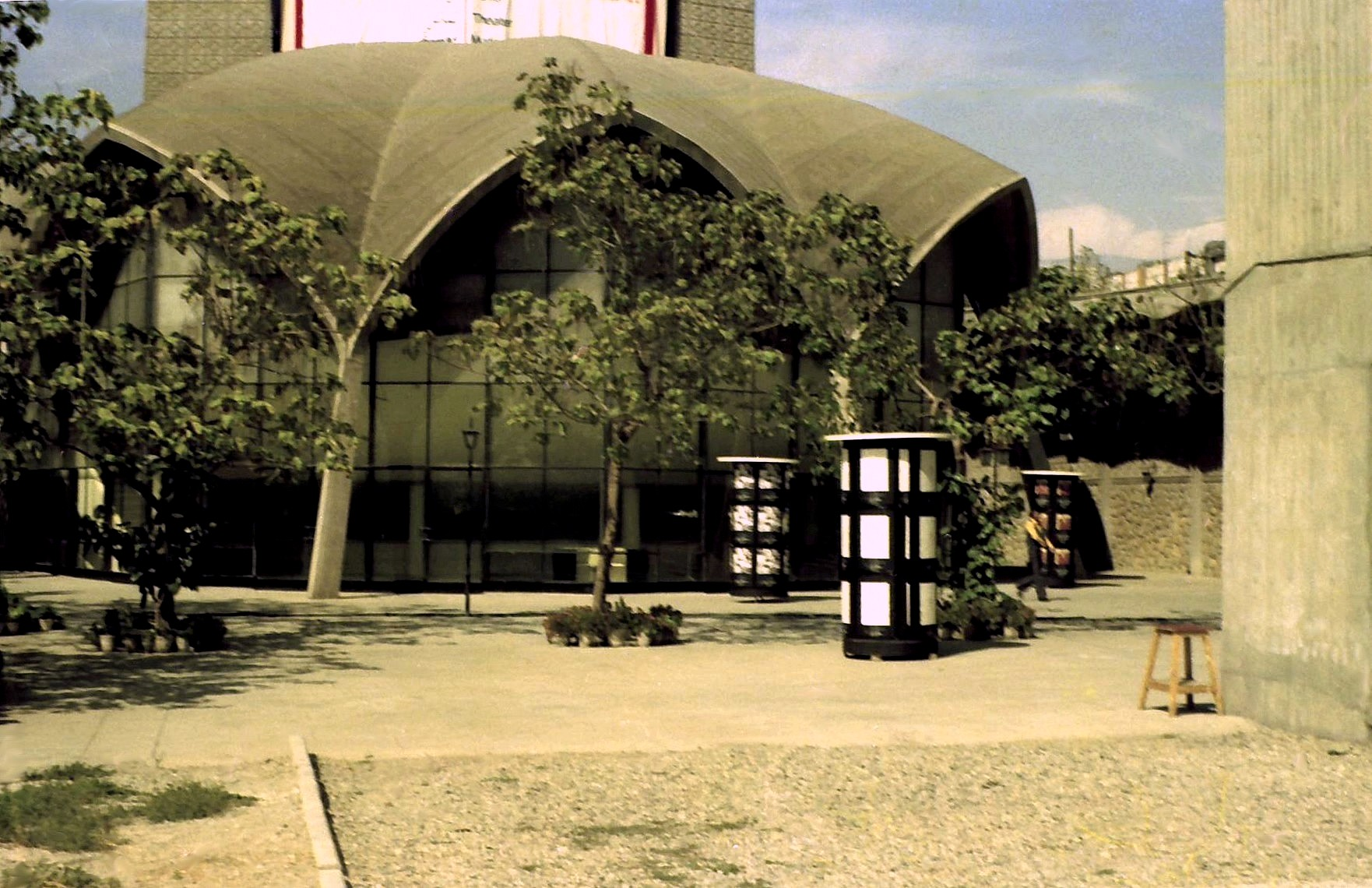
نگاره‌ای کهن از ستاد فرهنگی انجمن ایران و آمریکا در تهران - ۱۹۷۴

انجمن ایران و آمریکا نام انجمنی بود که در سال ۱۹۲۵ میلادی (۱۳۰۴ خورشیدی) تأسیس گشت و تا دوران انقلاب سال ۵۷ (با وقفه‌هایی کوتاه مدت) جهت گسترش روابط فرهنگی ایران و آمریکا فعال بود.

## فعالیت‌ها
انجمن ایران و آمریکا در تهران و به پیشنهاد حسین علا تأسیس گردید.
دفتر این انجمن در واشنگتن دی سی نمایشگاه‌های هنری و کنسرت (همانند میزبانی ایران از ارکستر دانشجویی کالج ایالتی جورجیا در سال ۱۹۶۶) و جشنواره فیلم در ایران و آمریکا برگزار کرده، و ترتیب معاوضه دانشجویان میهمان بین ۲ کشور را می‌داد. مرکز فرهنگی انجمن در تهران تبدیل به مکانی برای روشنفکرانی بود که در دهه ۶۰ میلادی جذب تأثیرات فرهنگی آمریکا بر ایران بودند.
از جمله فعالیت‌های نمونه دیگر نمایشگاه «۷۰۰۰ سال هنر ایران» بود که در سال ۱۹۶۴ در آمریکا برگزار گردید و توسط رئیس‌جمهور آمریکا لیندون بینز جانسون مورد توجه قرار گرفت.
شعبات دیگری نیز در شهرهای اصفهان، شیراز، اهواز، مشهد، کرمانشاه و تبریز تأسیس گشتند، که تا سال ۱۹۷۹ به فعالیت خود ادامه دادند.
کتابخانه انجمن ایران و آمریکا نیز در سال ۱۹۵۲ در تهران، تبریز، و مشهد تأسیس شد.

## حوادث دوران انقلاب ۵۷
در سال‌های آخر دوره پهلوی، این انجمن مورد حمله مخالفین محمدرضا شاه قرار گرفته و در سال ۱۹۷۸ بمب گذاری گردید. آخرین مدیر موسسه، کاترین کوب، به جرم جاسوسی توسط دانشجویان پیرو خط امام به مدت ۴۴۴ روز در جریان تصرف سفارت آمریکا در تهران به گروگان گرفته شد.